# آن بورتون
آن بورتون (بالهولندية: Ann Burton)‏ هي مغنية هولندية، ولدت في 4 مارس 1933 في أمستردام في هولندا، وتوفي بنفس المكان في 29 نوفمبر 1989.

## وصلات خارجية
- آن بورتون على موقع IMDb (الإنجليزية)
- آن بورتون على موقع ميوزك برينز (الإنجليزية)
- آن بورتون على موقع أول ميوزيك (الإنجليزية)
- آن بورتون على موقع ديسكوغز (الإنجليزية)